# Gusti magyar kapcsolatai
Gusti magyar kapcsolatai – Dimitrie Gustinak (1880–1955), a nemzetközi hírnevet szerzett bukaresti monografikus szociológiai iskola megteremtőjének a tevékenysége erőteljesen befolyásolta a nemzetiségi önmegismerésben érdekelt romániai magyar társadalomkutatókat, sőt visszhangra talált Magyarországon is.

## D. Gusti szociológiai iskolájának hatása
A szociológiai iskola hatását a magyar szellemi életre általában két síkon lehet lemérni: egyfelől a személyi kapcsolatokon, másfelől azon, hogy a Gusti-féle elmélet és módszer felhasználásával a hazai magyar szociográfusok értékes felméréseket végeztek. Egyes hazai magyar szociográfusok részt vettek a monografikus terepmunkában vagy az előkészítő tanfolyamokon – így Váró György, Haáz Ferenc, Hegyi István, Bakk Péter a Stăneşti-en tartott gyakorlatokon, Bálint Zoltán és Bálint Mária a Temesfüvesen végzett adatgyűjtésben –, a bukaresti Koós Ferenc Kör pedig eszmecserére hívta meg az iskolaalapítót és munkatársait.
A bukaresti egyetemen Gusti diákjai között magyar hallgatók is voltak (köztük Bakk Péter), Venczel József pedig, aki a legtöbbet tett a falukutató iskola népszerűsítéséért, meghívásra hosszabb ideig bekapcsolódott a bukaresti iskola életébe, ott műhelymunkát és tereptanulmányokat végzett, egyebek között Újradnán. 1933-ban D. Gusti kutatócsoportjaiban dolgozott Lükő Gábor, például  Brǎiloiu mellett folklór-, néprajzi és szociológiai anyagokat gyűjtött. Németh László, Keresztury Dezső, Boldizsár Iván és Mikecs László 1935-ben tett romániai látogatásuk alkalmával ugyancsak közvetlenül megismerkedtek a falukutató iskola tevékenységével, s otthoni beszámolóikban elismeréssel nyilatkoztak az itt folyó munkáról.

## D. Gusti módszerének alkalmazása
A Gusti-elmélet és -módszer felhasználása a nemzetiségkutatásban jelentős eredményekkel járt. A Korunk – elsősorban Bányai Imre tollából – elvszerű kritikával, de elismerően viszonyult a Gusti-iskolához, s maga is közölt, ha nem is Gustit utánzó, de vele egybecsengő szociográfiai helyzetképeket Kovács Katona Jenő (1937), Nagy István (1938), Jordáky Lajos (1939) tollából. A hazai magyar szociográfusok nem másolták le egyszerűen a falukutató iskola elveit és módszereit, inkább tudatosan értékesítették belőlük a felhasználhatót, s kiegészítették a kisebbségi életforma szociográfiai tükrözéséhez szükséges elemekkel.
A Gusti-ihletésű szociográfiai felmérések anyagát különböző folyóiratokban közölték. Kiemelkedő teljesítmény volt a Szabó T. Attila vezetésével – a Kós Károly teremtette feltételek között – végzett bábonyi felmérés; a részt vevő húsz ifjú kutató munkálkodásának egyes következtetéseit a Református Szemlében, Erdélyi Múzeumban, Erdélyben, Hitelben tették közzé. Pálffy Károly ilyen munkásságáról a Kiáltó Szóban (1936/8–9) és a Református Szemlében (1937/23) számolt be. Számos más folyóiratban több, a Gusti-ösztönzést felfogó írás jelent meg, így az Erdélyi Helikonban Kiss Béla (1930/3) és Botos János (1930/10) falurajzot közölt, Szabédi László pedig D. Gustinak a Sociologia Românească hasábjain közölt beszédét ismertette (1937/5), míg az Erdélyi Múzeumban (1938/4) Nagy András foglalkozott a Gusti-iskolával. A Gusti-hatást legjobban az Erdélyi Fiatalok, majd a Hitel gyümölcsöztette. Az Erdélyi Fiatalok, főleg Venczel József közreműködésével, a szerkesztésben, a mozgósító munkában (falusegítés), akciók megszervezésében (a faluszemináriumokon), a Falu-füzetek sorozatkiadványban egyaránt a szociográfiai megismerést szorgalmazta. A falukutató iskola eredményeit népszerűsítő vagy felhasználó cikkek jelentek itt meg Demeter Béla, Fogarasi Géza, Jancsó Béla, Váró György és mások tollából.
Az Erdélyi Fiatalok égisze alatt, Bánffy Ferenc segítségével Kolozsborsán felmérték a falukutatás teendőit; ennek egyik nagy eredménye volt Mikó Imre nevezetes tanulmánya: Az erdélyi falu és a nemzetiségi kérdés (1932). A Hitelben jelentek meg Venczel József értékes, Gustit továbbgondoló tanulmányai (Néhány adat a székely kivándorlás hátteréről, 1936/4; Öt oltmenti székely község népmozgalma, 1937/1; Csík népe és népesedési viszonyai, 1939/3), valamint Parádi Kálmán, P. Incze Lajos, Nonn György és mások hasonló hangvételű faluszociográfiái.
A Gusti-féle elképzeléseket hasznosító, nagyszabásúnak indult, de jórészt csak az adatgyűjtésig jutott akció volt hazai magyar szociográfusok körében a bálványosváraljai felmérés (1941–43).

## D. Gusti iskolájának értékelése 1944 után
Bár 1944 után D. Gusti bekapcsolódott az új, demokratikus közéletbe, iskolájának eredményeit csak alapos kritikát alkalmazva értékelte újra s építette be a korszerű társadalomkutatásba a román tudomány. E folyamatban magyar részről szerepet játszott Gáll Ernő elemző tanulmánya (A romániai polgári szociológia. 1958. 143–73.). Az országszerte meginduló új társadalmi kutatásokban részt vett a Gusti-tanítvány Venczel József, több tanulmányban számolva be a közös eredményekről (Ion Aluaş–Iosif Venczel: Probleme tehnico-statistice în cercetarea migraţiei socio-teritoriale. 1970; A csákigorbói kutatás köréből. Korunk,  1971/7), s Balázs Sándor kiadta D. Gusti alapvető munkáját a szociológiai monográfiáról magyar fordításban (1976), majd könyvet is írt Dimitrie Gustiról.

## Visszaemlékezés a falukutatás hőskorára
A falurombolások és a Ceaușescu-diktatúra sötét éveinek bukása után megelevenedtek a falukutatás hőskorának (1930-as évek) emlékei, az egyik visszaemlékező a Szabadság című lapnak nyilatkozott 1998-ban az 1936-i események egyikéről, őt idézi Kékesi Márk Zoltán Dimitrie Gustiról szóló tanulmányában:
„Századunk első negyedében indult Európa-szerte a falukutatás mozgalma. A nyugati kezdeményezés hozzánk is elérkezett. Dimitrie Gusti a román falukutatás szakértője igyekezett népszerűsíteni mind a román, mind a magyar ifjúság körében. A tenni vágyásnak a gyökere ott szunnyadt az ifjúság lelkében. Egy 23 tagú főiskolás csoport: orvostanhallgatók, mérnökök, művészeti főiskolások, tanárjelöltek, teológusok, ifjú tanítók kezdték el a munkát, éppen 62 évvel ezelőtt, (1936) július 27-én. A munkatábor fővédnökségét Kós Károly, a nagy öreg vállalta, a tábor szellemi vezetője Szabó T. Attila volt. Az első falukutatás színhelyét Kós Károly jelölte ki: Bábony, Váralmás községhez tartozó, 300 lelkes falucska. Lakóinak kétharmada román, egyharmada magyar ajkú volt. E falucska határában terült el Kós Károly tanyája, ahol mintagazdaságot kívánt megvalósítani. Arra vállalkoztunk, hogy a megyei úttól a tanyáig járhatóvá tesszük a kezdetleges földutat. Tizenkét nap alatt, két héttagú csoport 260 m új utat készített el, és 340 m útszakaszt javított ki. Jutott idő arra is, hogy az épülő gabonás pincéjéből 40 köbméteres vizet vedrekkel kimerjük, a gabonás cserepezésén is dolgoztak. Az aratócsoport négy holdról kaszálta le a zabot, 3 holdról pedig a szénafüvet vágta le. A szellemi síkon dolgozók feltérképezték a falut, a telkeket, a kerteket, a gyümölcsösöket, a lakóházat, a szobák számát, ajtók, ablakok nagyságát, a bútorzatot, a konyhák felszerelését, dísztárgyakat: varrottasokat, gyapjútakarókat stb. Orvostanhallgatók vérnyomást mértek. Felhívták a figyelmét a gyógyfüvekre. Tanárjelöltek a nyelvjárást tanulmányozták, a magyar és román nyelv egymásra hatását; képzőművész hallgatók rajzokat készítettek. Teológusok a kis templomban vasárnap istentiszteletet tartottak. Közös szállóhely a csűr szénapadlása volt. Az ebédlőt a korszerű disznóólban rendezték be kecskelábú asztal, lóca szolgált ülőhelyül. A tábor ellátását a kalotaszegi egyházmegye vállalta magára, adományok fedezték az útiköltséget. Vacsora után többnyire jegyzetelés, élcelődés vagy „A mi dalaink" füzet népi énekei csendültek fel az ebédlőben. Kós Károly és Szabó T. Attila is velünk együtt dalolt. A falu előbb közömbösen fogadta a falukutatókat, majd megbarátkoztak velünk. Egy tehetős gazda vendégei voltak egy vasárnap délben. A kétheti táborozás utolsó estéjén tábortűz mellett búcsúztunk. Másnap tizenöt kilométer gyalogút után érkeztünk Kós Károly Varjúvárához, aki egy üst főtt kukoricával várt bennünket.”

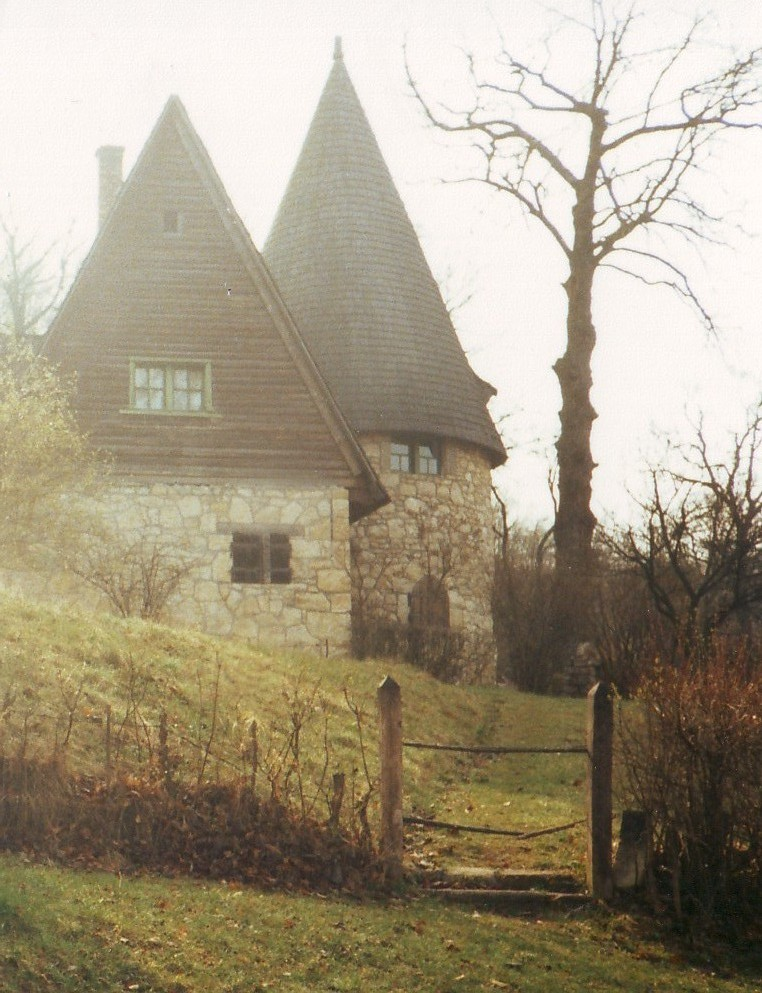
Varjúvár